# 黄志忠
黄志忠（1969年3月5日—），男，天津人，毕业于中央戏剧学院，原天津體工大隊青年隊籃球運動員。2006年在古裝歷史劇《大明王朝1566》中飾演海瑞，為觀眾所熟知。2008年主演革命戰爭劇《人間正道是滄桑》，憑藉飾演的楊立仁一角獲得第16屆上海電視節最佳男演員 。2009年主演建國六十週年獻禮片《冷箭》。2010年主演家庭情感劇《家常菜》；2011年憑藉主演的戰爭史詩劇《中國遠征軍》獲得第28屆中國電視劇飛天獎最佳男演員獎。

## 簡歷
- 天津三号路小学
- 天津民族中学
- 天津市红桥区业余体校
- 天津纺织机械厂钳工
- 天津工会干部管理学院“工会建设”专业
- 天津纺织机械报社记者
- 1991-1995 中央戏剧学院表演系
- 中国儿童艺术剧院演員[2]

## 作品

### 电视
- 1996年《情系我心》
- 1997年《大陆人》饰演：叶子元
- 1997年《竹楼情话》饰演：李嘉轩
- 1997年《非常案件》饰演：华仲辛
- 1998年《离婚启示录》
- 1998年《罪证》饰演：小钟
- 1999年《曹操》饰演：曹植
- 1999年《留美客房》饰演：主演
- 1999年《伏羲女媧》饰演：伏羲
- 1999年《爱你》饰演：安子
- 2000年《大宅门》饰演：黄立
- 2002年《暖冬》饰演：欧阳文博
- 2003年《乱世浮生》饰演：青子
- 2003年《底线》饰演：袁向群
- 2003年《八分之一机会》饰演：乔旗
- 2004年《光辉岁月》饰演：丰凯
- 2004年《底牌》饰演：李云扬
- 2004年《深喉》饰演：洪泽
- 2005年《拥抱你朋友》　饰演：海波
- 2005年《靠近你温暖我》饰演：翁立明
- 2006年《锦衣卫》饰演：魏忠贤
- 2007年《大明王朝1566》饰演：海瑞
- 2007年《天字一号/国庆十点钟》饰演：仲华
- 2007年《最后一个女人》饰演：杨格
- 2008年《十大奇冤》 饰演：李鹤龄 “金胡子”
- 2008年《幽灵计划》 饰演：马道城
- 2009年《人间正道是沧桑》饰演：杨立仁
- 2009年《共和国1949》饰演：冯天祥
- 2009年《民国往事》饰演：沈啸尘
- 2009年《开国前夜》饰演：孙伟文
- 2009年《冷箭》饰演：刘前进
- 2010年《家常菜》饰演：刘洪昌
- 2011年《中国远征军》饰演：韩绍功
- 2011年《新亮剑》 主演：李云龙
- 2013年《江湖正道》主演：票儿
- 2014年《四十九日·祭》  主演：孟凡明
- 2014年《长白川》饰演：高中堂
- 2014年《我的绝密生涯》饰演：关郁达/韩山
- 2015年《暴雨将至》饰演：田继叶
- 2016年《生命中的好日子》饰演：韩墨池
- 2016年《金水桥边》饰演：钱有根
- 2016年《国家底线》饰演：丁达
- 2018年《远大前程》
- 2019年《神探柯晨》(兼任"總導演""總总监")饰 柯晨[3]
- 2019年《光荣时代》饰演：郑朝山
- 2019年《鹤唳华亭》饰演：萧睿鉴
- 2019年《热爱》饰演：刘克弱(客串)
- 2020年《有你才有家》饰演：民政局大刘(客串)
- 2020年《失婚男女》(2013年拍攝)饰演：林成宇
- 2020年《别云间》(網絡劇)饰演：萧睿鉴
- 2020年《在一起》饰演：郑院长
- 2021年《甜蜜》饰演：罗江
- 2021年《隐秘的细节》(紀錄電視劇)
- 2021年《功勋》饰演：袁隆平
- 2021年《突围》饰演：林满江
- 2022年《我们这十年》
- 2022年《天下长河》饰演：靳辅
- 2024年《江河日上》郑寒江
- 2024年《群星闪耀时》饰演：华忠欽(華父)(客串)
- 待播《国家行动》(2016年拍攝)饰演：贺延龄
- 待播《拂晓行动》
- 待播《大生意人》
- 待播《踏雪寻踪》（网络剧）

### 电视电影
- 2001年《燃烧的罪恶》
- 2001年《熬年》
- 2002年《给你找个爸》

### 電影
- 2000年《走过严冬》 饰 罗天阳
- 2001年《秘语十七小时》 饰 赵尘
- 2002年《暖冬》 饰 欧阳文博
- 2003年《無間道III：終極無間》 饰 沈亮
- 2011年《辛亥革命》 饰 司徒美堂
- 2016年《我的战争》 饰 李顺良
- 2017年《明月几时有》饰 邹韬奋
- 2017年《建軍大業》 饰 朱德
- 2019年《使徒行者2：諜影行動》
- 2019年《中国机长》
- 2020年《八佰》饰 老葫芦
- 2021年《峰爆》饰 洪赟兵
- 2023年《海洋传奇》
- 2023年《刀尖》
- 2024年《三叉戟》

### 綜藝節目
- 2015年《一年級·大學季》

## 个人生活
与前妻何音于2011年1月离婚。